# 豊永耕平
豊永 耕平（とよなが こうへい、1991年5月- ）は、日本の社会学者・教育社会学者。近畿大学 総合社会学部 講師。専門は教育社会学・社会階層論。

## 略歴
一橋大学在籍時には研究者の道に進むことは考えておらず、高校の英語科教員になることを志望していたが、ゼミ論文を執筆する際に出会った書籍をきっかけに、教育格差の研究者を志すようになった。

## 学歴・職歴
出典
- 2011年4月 - 2015年3月　一橋大学 社会学部 社会学科
- 2015年4月 - 2017年3月  東京大学大学院 教育学研究科 比較教育社会学コース 修士課程
- 2017年4月 - 2020年3月  東京大学大学院 教育学研究科 比較教育社会学コース 博士課程
- 2018年4月 - 2020年3月  日本学術振興会 特別研究員（DC2）
- 2020年4月 - 2023年3月  立教大学 社会学部 現代文化学科 助教
- 2023年4月 -                  近畿大学 総合社会学部 社会・マスメディア系専攻 講師

## 著書
- 2023年　『学歴獲得の不平等－親子の進路選択と社会階層』勁草書房[4]